# 33-as főút (Magyarország)
A 33-as számú főút a 3-as számú, illetve a 4-es számú főutat köti össze Füzesabonytól kiindulva a Hortobágyon keresztül Debrecennel az M3-as autópályát keresztezve. Hossza kb. 111 km.

## Fekvése

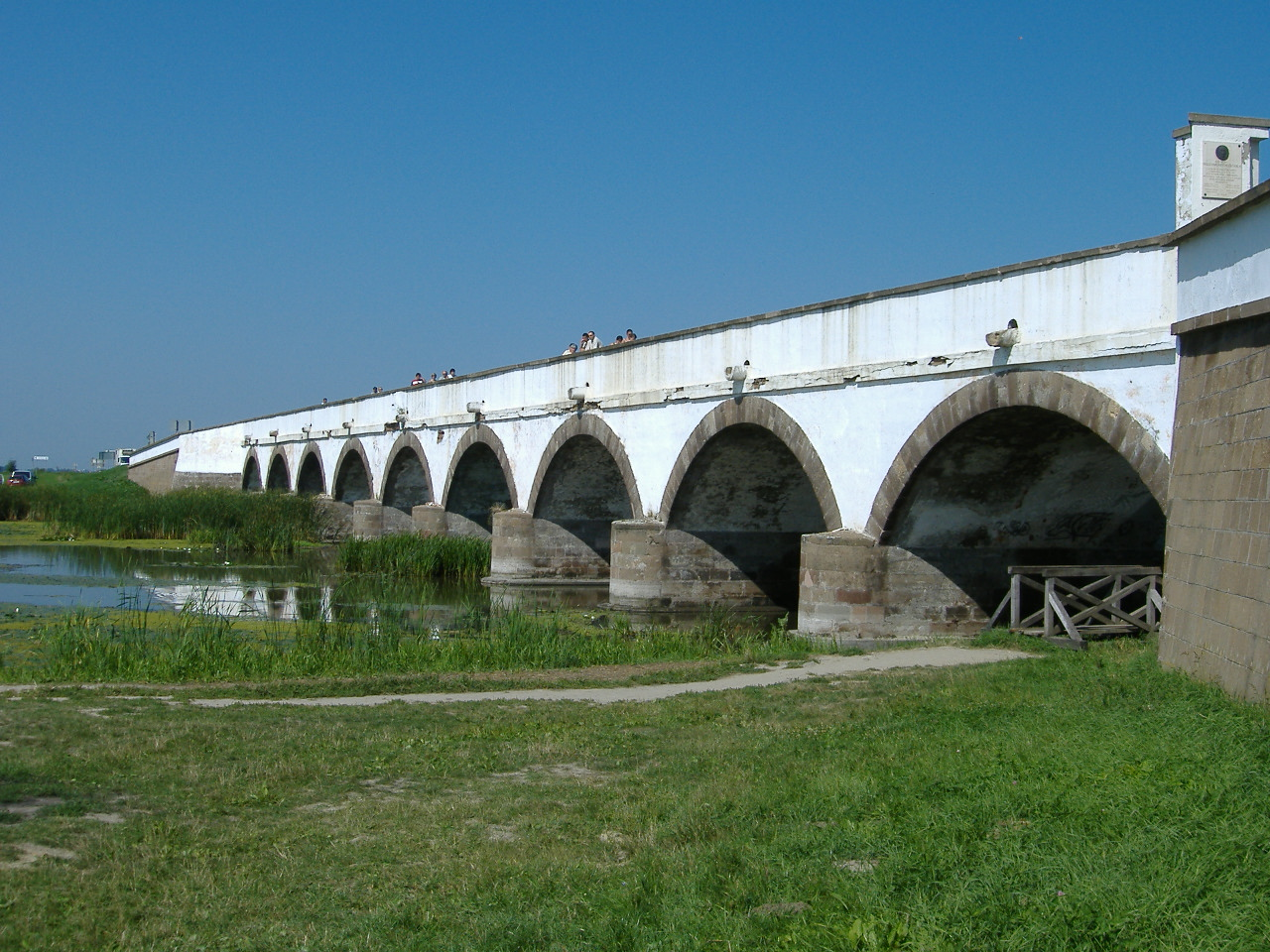
A "Kilenclyukú híd" vezeti át a 33-as főút forgalmát a Hortobágy folyó felett

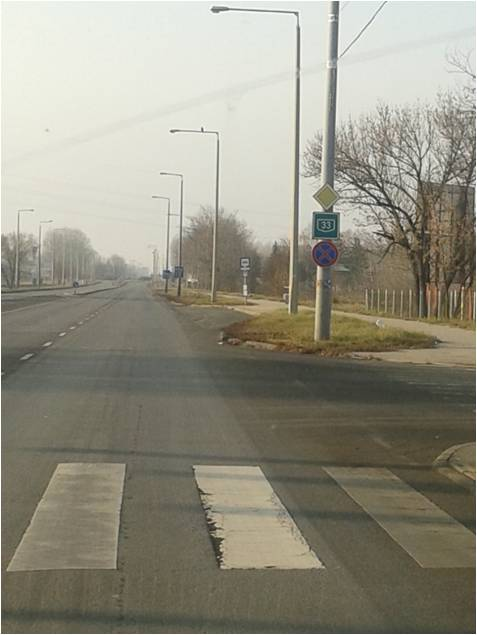
Az út kivezető szakasza Debrecenben

A Heves vármegye déli részén fekvő Füzesabonyból indul (a város északi határában húzódó 3-as főútból), majd keresztezi a település déli határában futó M3-as autópályát. Dormándnál csatlakozik bele a 31-es főút, amely Budapestről indulva majdnem 130 kilométer megtételén van túl. Füzesabonytól Besenyőtelekig nagyjából déli irányban húzódik, majd Besenyőtelektől kezdve Tiszafüredig (ahol eléri Jász-Nagykun-Szolnok vármegye területét) délkeleti irányba halad. Poroszló és Tiszafüred között keresztezi a Tisza folyót, illetve a Tisza-tavat. Tiszafüredtől Debrecenig nagyjából keleti irányban húzódik. Kócsújfalu és Hortobágy között éri el Hajdú-Bihar vármegyét. Az út Tiszafüred után a Hortobágyi Nemzeti Park határán halad, illetve többször is keresztezi azt. Közvetlenül Hortobágy község előtt a 33-as főút átvezet a Hortobágy folyó felett átívelő Kilenclyukú hídon. Végig sík vidéken húzódik, jelentősebb emelkedő nincs az úton.

## Nyomvonala
Füzesabony–Dormánd–Besenyőtelek–Poroszló–Tiszafüred–Kócsújfalu–Hortobágy–Debrecen

## Története
1934-ben a kereskedelem- és közlekedésügyi miniszter 70 846/1934. számú rendelete a teljes hosszában másodrendű főúttá nyilvánította, a maival egyező, 33-as útszámozással. A második világháború idején, az első és második bécsi döntések utáni időszakban meghosszabbították az újonnan visszacsatolt partiumi és erdélyi területeken, Érmihályfalván, Nagykárolyon és Szatmárnémetin át, egészen Máramarosszigetig. Egy dátum nélküli, feltehetőleg 1950 körül készült közúthálózati térkép az 1934-essel lényegében teljesen megegyező állapotot mutat.
A főúton 1998-1999-ben volt az eddigi utolsó jelentősebb beavatkozás, amikor 10 tonnás tengelysúlyra történt a burkolat megerősítése. Az akkori felújítás előtt a burkolat nyomvályús volt, a felületi egyenetlenségek, a mozaikos repedések, a kátyúk száma is folyamatosan növekedett, a teherbírása már nem volt megfelelő.
Egy, 2013 őszén indult fejlesztés során összesen 37,7 km hosszan folytak korszerűsítési munkálatok. A fejlesztési terület a 3-as főúti kiágazástól indult, teljes hosszban érintve a Heves megyei szakaszt, és Tiszafüred belterületén a 34-es főút csomópontjáig tartott. A 11,5 tonnás burkolatmegerősítés érintette Dormánd, Besenyőtelek, Poroszló, Tiszafüred településeken az átmenő szakaszokat is. Az úton tíz műtárgy található, közülük a besenyőtelki időszakos vízfolyás feletti híd átépült, a többi felüljáró megújult. Az Eger-patak, a Szomorka-patak feletti felüljárókon, valamint a Holt Tisza-hídon hídszigetelést, pályaszerkezet cserét, hídszegély felújítást végeztek. Ezen kívül sóvédelemmel és új korlátokkal látták el a műtárgyakat. Az acélszerkezetű Tisza-híd só- és korrózióvédelmet, a burkolat pedig új kopóréteget kapott. Tiszafüred bel- és külterületén a burkolat megerősítése mellett az Ady Endre utcai csomópont helyett biztonságos, gyors átvezetést lehetővé tévő körforgalmat, a településeken a buszmegállók buszöbleinél pedig új betonburkolatot alakítottak ki. A főúttal párhuzamosan több mint 4 km hosszan kerékpárút is épült (Dormándon 776, Poroszlón 400 méter, Tiszafüreden pedig 3 kilométer hosszan), így a meglévő kerékpárúti szakaszok folyamatossá váltak.
2014. december 4-én átadták a Heves vármegye területén megújult 14 km-es útszakaszt.

## Külső hivatkozások
- Magyar Közút Kht.